# Bactrocera

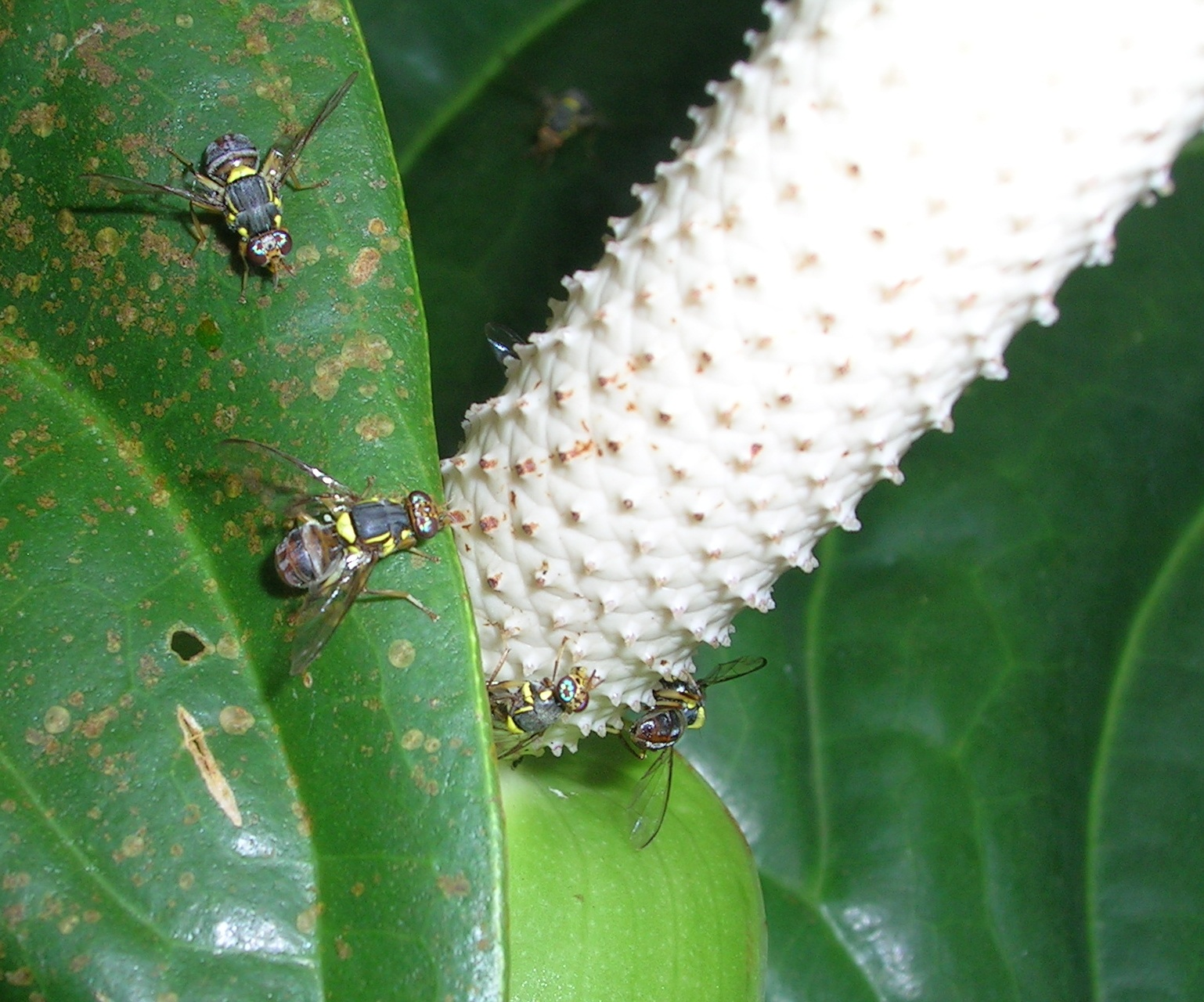
Пестрокрылки Bactrocera sp. на Anthurium

Bactrocera (лат.) — крупнейший род мух из семейства пестрокрылок (Tephritidae). Более 500 видов.

## Описание
Скапус усиков короткий. Брюшные тергиты не слиты друг с другом. Встречаются в Палеарктике (13 видов), Неотропике (1), Афротропике (12), Австралазии (293), Ориентальной области (228 видов).

## Классификация
Более 500 видов и около 20 подродов.
- Afrodacus
- Aglaodacus
- Apodacus
- Asiadacus
- Austrodacus
- Bactrocera
- Bulladacus
- Daculus
- Diplodacus
- Gymnodacus
- Hemigymnodacus
- Heminotodacus
- Hemiparatridacus
- Hemisurstylus
- Hemizeugodacus
- Javadacus
- Melanodacus
- Nesodacus
- Niuginidacus
- Notodacus
- Papuodacus
- Paradacus
- Paratridacus
- Parazeugodacus
- Queenslandacus
- Semicallantra
- Sinodacus
- Tetradacus
- Trypetidacus
- Zeugodacus